# Bridgend (county borough)
Bridgend (Welsh: Pen-y-bont ar Ogwr) is een unitaire autoriteit in het zuiden van Wales, gelegen in het ceremoniële behouden graafschap Mid Glamorgan en het historische graafschap Glamorgan. De county borough heeft 145.000 inwoners.
De county borough is vooral gesitueerd rond de rivier de Ogmore, die hier in het Kanaal van Bristol uitstroomt.

## Plaatsen
- Bridgend
- Maesteg
- Porthcawl

Graafschappen: Anglesey · Carmarthenshire · Ceredigion · Denbighshire · Flintshire · Gwynedd · Monmouthshire · Pembrokeshire · Powys
County boroughs: Blaenau Gwent · Bridgend · Caerphilly · Conwy · Merthyr Tydfil · Neath Port Talbot · Rhondda Cynon Taf · Torfaen · Vale of Glamorgan · Wrexham
Steden: Cardiff · Newport · Swansea
Zie ook: behouden graafschappen (preserved counties) en de historische graafschappen